# Робин, Анна Николаевна
Робин Анна Николаевна (1 ноября 1891 ― 1974) — актриса Башкирского республиканского русского Драматического театра. Народная артистка Башкирской АССР (1955).

## Биография
Робин Анна Николаевна родилась 1 ноября 1891 года.
В 1919 году окончила драматические курсы при Малом театре в Москве.
По окончании курсов работала в театрах городов Архангельска, Киева, Краснодара, Харькова. Долгое время, с 1933 по 1959 год работала в Уфе в Башкирском республиканском русском Драматическом театре.

## Роли в спектаклях
Роли в спектаклях по пьесам А. Н. Островского: Мигачёва («Не было ни гроша, да вдруг алтын»), Домна Пантелевна («Таланты и поклонники»), Чебоксарова («Бешеные деньги») и др. Искренность; роли Марьи («Любовь Яровая» К. А. Тренёва), Екатерины Лагутиной («Мать своих детей» А. Н. Афиногенова), Веры Александровны («Одна» С. И. Алёшина); психологическая тонкость — Марьи Тарасовны («Платон Кречет» А. Е. Корнейчука).

## Награды и звания
- Орден Трудового Красного Знамени (8 июня 1955)
- Народная артистка Башкирской АССР (1955)
- Заслуженная артистка Башкирской АССР (1944)